# 김창희 (정치인)
김창희(金昌熙, 1961년 1월 19일~ )은 대한민국의 정치인이다. 

## 생애
경상남도 밀양에서 태어났다. 고향에서 초등학교, 중학교, 고등학교를 다녔다. 마산대학교를 졸업하고 육군 30사단 보병 소대장, 국방부 파견관 등 학사장교로 복무했다. 교보생명보험, 국제생명보험에서 근무했다. 국제생명보험에서 노동조합을 설립하며 위원장으로 노동운동을 시작했다.
1996년 노동법 투쟁 당시 ‘넥타이 부대’ 투쟁본부장으로 활약했다.
민주노동당 노동위원장, 예결산위원장 등을 거쳐 제16대 대통령 선거에서 권영길 민주노동당 후보 비서실장을 맡았다.
1998년부터 남양주시에서 친환경 학교급식지원조례, 임대아파트 임대보증금 및 임대료 인상 저지, 호평 수해대책, 파산·면책 주민 상담, 상가임대차 보호 상인 운동본부, 한국노동복지센터 노동상담 활동, 사회적기업 지원 조례, 사회적 기업 설립 지원, 의료생활협동조합 설립 등 다양한 시민운동을 했다.
2014년 서울시장선거에서 박원순 서울시장 선거대책본부 노동선대본 집행위원장을 역임했다.
2017년 대통령선거에서 문재인 대통령 노동특보를 역임했다.
현재 사회투자지원재단 청년주택기금 운영위원과 사단법인 권영길과 나아지는 살림살이 사무총장, 한국노동복지센터 이사를 맡고 있다.
장애인 사회적기업 두루행복 이사, 송산고등학교 개방형 이사, 서울신용보증재단 이사로 활동하고 있다.
2018년 3월 5일 제 7회 전국동시지방선거 더불어민주당 남양주시장 예비후보자로 등록했다.

## 학력
- 대사국민학교 졸업
- 동명중학교 졸업
- 밀성고등학교 졸업
- 창원대학교 법학 학사

## 경력
- 1983 ~ 1984.01 : 마산 YMCA 편집장
- 1996.01 ~ 2000.01 : 전국생명보험산업노동조합 위원장
- 2002.06 ~ 2002.12 : 제 16대 권영길 대통령 후보 비서실장
- 2003.10 ~ 2003.12 : 학교급식주민지원조례 제정 운동본부 주민대표 수임인
- 2004 ~ 2004 : 제 17대 국회의원 선거 남양주을 후보자
- 2008 ~ 2008 : 제 18대 국회의원선거 남양주갑 후보자 겸 공동선대본부장
- 2009 ~ 2009 : 김상곤 경기도교육감 구리남양주 선대본부 공동선대본부장
- 2014.01 ~ 2014.06 : 박원순 서울시장 노동선대본부 집행위원장
- 2014 ~ : 서울신용보증재단 이사
- 2017.04 ~ 2017.05 : 문재인 대통령 후보 선거대책본부 노동특보
- 2018.03.05 ~ : 더불어민주당 남양주시장 예비후보

## 지역활동
- 2003년 학교급식지원조례 주민발의 운동
- 2005년 임대아파트 임대보증금 및 임대료 인상 저지
- 2005년 호평 수해대책
- 2005년 평내 백봉산 장례식장 저지
- 2006년 청학리 쓰레기 매립장 저지 운동
- 2008년 파산·면책 주민 상담 활동
- 2008년 상가임대차 보호 상인 운동본부 활동
- 2009년 노동상담 활동 (사)한국노동복지센타 구리남양주 지부 설립
- 2010년 사회적 기업 설립 지원
- 2010년 ㈜성우환경, G드림, 에코그린, 정리정돈 협동조합 등 설립 지원
- 2012년 의료생활협동조합 큰나눔 설립 주도

## 역대 선거 결과
|  | 5.44% |

|  | 2.48% |

## 저서
김창희. <창희, 뜨거운 가슴 따뜻한 마음>. 글통. 2018년 2월 ISBN 979-11-5032-27-6